# Birkenrindentexte

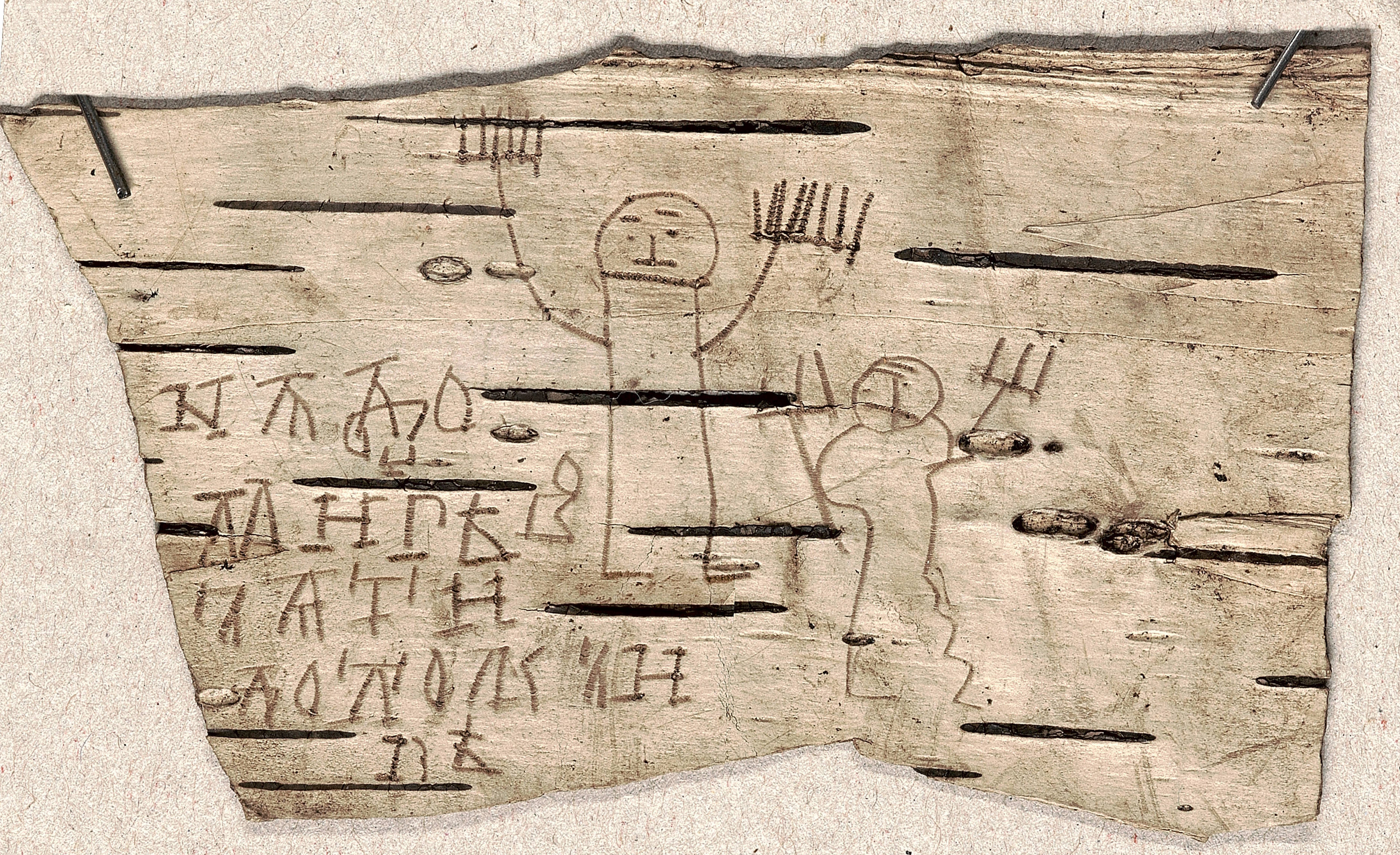
Onfim (6–7 Jahre alt), Zeichnungen, Nr. 210

Birkenrindentexte (russisch берестяны́е гра́моты, wiss. Transliteration berestjanýe grámoty, wörtlich Birkenrindenurkunden) ist die Bezeichnung für über 1200 Texte auf Birkenrinde aus der mittelalterlichen Rus. Die meisten Entdeckungen der Birkenrindentexte (1143 Stück) wurden bei Ausgrabungen in Nowgorod gemacht und sind größtenteils im Altnowgoroder Dialekt geschrieben. Sie können herkömmlich als „echt“ altrussisch angesehen werden, da sie wenig bis gar keine kirchenslawischen Elemente enthalten. Der erste Birkenrindentext wurde 1951 in Nowgorod entdeckt und gilt als eine der wichtigsten archäologischen Entdeckungen des 20. Jahrhunderts.

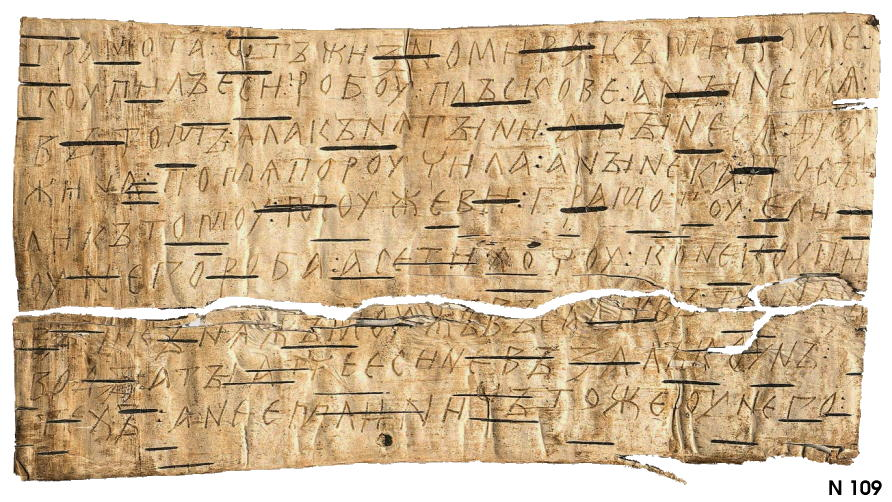
Birch bark N109

## Birkenrindentexte aus Nowgorod
Inhaltlich bieten die Birkenrindentexte aus Nowgorod einen Einblick in das Alltagsleben der Stadt. Es handelt sich um private Korrespondenz, Mitteilungen oder Rechnungen aus einer breiten Mittelschicht: Handwerker, Händler und Künstler. Belegt sind auch sehr viele verschiedene Handschriften sowie individuelle Schreibstile und Inhalte, die eine Rekonstruktion einer Gesellschaftsstruktur ermöglichen. Nowgorod war zu der Zeit eine sehr bürgerlich geprägte Stadt, die Teil des Hanseverbundes war. Im Gegensatz zu der übrigen Rus, in der die Bildung und das Schrifttum eher auf die Kirchen und Adligen konzentriert waren, war die Schreibkunst in Nowgorod Teil des Alltags und sowohl für Männer als auch Frauen und Kinder zugänglich. Dies belegen unter anderem die Funde zahlreicher Birkenrindentexte eines 6–7 Jahre alten Jungen namens Onfim.
Der Birkenrindentext Nr. 292 gilt als das älteste erhaltene Dokument in einer ostseefinnischen Sprache.

## Beispiele einiger Birkenrindentexte
Die gefundenen Birkenrindentexte in Nowgorod geben einen guten Einblick in das Leben der bürgerlich geprägten Stadt. Der Text Nr. 466 aus den Jahren 1420–1430 thematisiert beispielsweise einen Mord und Raubüberfall, der folgendermaßen von der Stadtwache festgehalten wird:	

„…на софонтеѥ во дворь голову оубиле а нꙑхъ бе{в}з вѣстѣ нѣть · а животъ взѧле какъ сподине пецалуѥше“

„... bei einem gewissen Sofantin wurde im Hof ein Mensch ermordet, die anderen verschwanden ohne gesehen zu werden, er (der Täter) nahm seinen Besitz mit. Mein Herr, wie sollen wir fortfahren?“

Nr. 474, geschrieben in den Jahren 1387 und 1407, beinhaltet eine Klage wegen Grenzverletzung und richtet sich an den Gerichtshof:

„[ѿ] … …‐ цѧ гн҃е пережата церосъ межѣ дѣт[ъ]кѣ мо[и зоби]жонꙑжона моѧ зобижона ба҃ [д]ѣ[л]ѧ гн҃е ѡб[оро]ни ѧ[зъ] тобѣ [цоло]‐(мъ бью)“

„... sehr geehrter Herr,...ist über die Grenze abgemäht worden. Meinen Kindern geht es schlecht, meiner Frau geht es schlecht. Gott zu Liebe, geehrter Herr, beschützen Sie uns, ich werde es Ihnen vergelten.“

Der Birkenrindentext Nr. 50 ist eine Auflistung von Schulden:

„...·г· дежи трьтие-------- (за) радославомо дижѧ сема‐ ѧ воислали ·в· деж[и] · [исполо](виѧ р)[а]дослалѧ исполовиѧ ·г··ӏ· у·‐ локи · за олександромо лонеского жита · ·г·ӏ· улоки олександре дале коромолник·у· ·г· ·у·лки верши волосе на хомутини у‐ …искорми ладога ·г· дежи ондришк·у ·д· улки искормили д·ӏ· улки овиса олександрь с волосомо“

„... 3/7 der Ernte muss noch abgegeben werden ... Radoslav noch 1/7. Woislavov hat 2/7 beglichen. Radoslavov hat 13 Säcke? beglichen. Oleksander hat letzten (nicht verständlich) 13 Säcke?. Oleksander hat Koromolnik 3 Säcke Weizen gegeben.“

Nr. 125 gibt Einblick in eine alltägliche familiäre Situation, in der eine Mutter ihren Sohn bittet, Stoff zu kaufen:

„поклонъ · ѿ маринѣ · къ сн҃у · к моѥму григорью купи ми · зѣндѧнцю · до‐ бр·у · а кунꙑ ꙗзъ · дала · дв҃ду · прибꙑ‐ шѣ · и тꙑ чадо · издѣи · при собѣ · да привези · сѣмо ·“

„...Verbeugung von Marina an meinen Sohn Gregorj. Kauf mir einen guten Stoff; das Geld habe ich David Pribysche gegeben. Also mein Kind, mach du die Einkäufe und bring sie mir.“

## Verteilung der Birkenrindentexte nach Städten
| Nowgorod             | 1105 |
| Staraja Russa        | 51   |
| Torschok             | 19   |
| Smolensk             | 13   |
| Pskow                | 7    |
| Twer                 | 5    |
| Moskau               | 3    |
| Swenyhorod (Ukraine) | 3    |
| Mstislawl (Belarus)  | 2    |
| Witebsk              | 1    |
| Rjasan               | 1    |
| Wologda              | 1    |

(Stand 27. November 2021)